# Clara Bellar
Clara Bellar (ur. 1972 w Paryżu, Francja) – francuska aktorka filmowa. 

## Wybrana filmografia
- Fausto (1993) jako Rachel
- Night Angels (1995)
- Paryskie rendez-vous (1995) jako Esther
- Oranges amères (1996)
- Romans i proza (1996) jako Sarah
- Wędrowcy (1997) jako Eve
- Dawid (1997) jako Tamar
- Pierwsze dziewięć i pół tygodnia (1998) jako Emily Dubois
- This Space Between Us (2000) jako Kari
- A.I. Sztuczna inteligencja (2001) jako Niania FemMecha
- The Sleepy Time Gal (2001) jako Mushroom Girl
- Aptekarz (2003) jako Mathilde
- Dominion: Prequel to the Exorcist (2005) jako Rachel Lesno
- Kill the Poor (2006) jako Annabelle Peltz